# Csilla Kristof
Csilla Kristof (...) è un'ex sciatrice alpina statunitense che ha rappresentato gli Stati Uniti alle Paralimpiadi invernali del 2002 nella sua disciplina, vincendo tre medaglie d'argento.

## Carriera
Ha vinto tre medaglie d'argento: nella discesa libera femminile LW3,4,6/8,9 (con il tempo di 1:31.41), nello slalom gigante LW6/8 (tempo 2:27.13) e nello slalom speciale LW6/8 (in 1:48.67). In tutte le tre gare si è piazzata dietro alla neozelandese Rachael Battersby.

## Palmarès

### Paralimpiadi
- 3 medaglie:
  - 3 argenti (discesa libera, slalom speciale e slalom gigante e a Salt Lake City 2002)